# 服部龍太郎
- 服部龍太郎
- 服部竜太郎

服部 龍太郎（はっとり りゅうたろう、1900年7月15日 - 1977年6月18日）は、日本の音楽評論家、著述家、翻訳家、作詞家、訳詞家。
静岡県生まれ。早稲田大学文学部卒業。新交響楽団（のちNHK交響楽団）編集主幹、ニットーレコード洋楽部長、桐朋学園講師。西洋音楽、民謡、易学などについて多数の著作を著す。

## 楽曲
作詞
- 三浦環『月のバルカロール』古関裕而作曲
- 笠置シヅ子『ホット・チャイナ』服部良一作曲 1940年
- 杉井幸一『祭りのルンバ』井田一郎作曲
- 藤田不二子『夜明けまで』青山武夫作曲

訳詞
- 『シェナンドー』アメリカ民謡
- 『クレメンタイン』アメリカ民謡。宮本哲名義
- 『ロンドンデリーの歌』アイルランド民謡
- 『歌に寄す（英語版）』アイルランド民謡
- 『オー・ソレ・ミオ』イタリア民謡。宮本哲名義
- 『山越えて』ロシア民謡。宮本哲名義
- ミス・タイヘイ（奥田英子）『いつもティティー』沼津太郎名義
- 松山芳野里『酒の唄』
- シキ皓一『スヰートジェニィリー』
- 山田道夫『女人禁制（Nie wieder Liebe）』
- 唄川幸子『上海リル』1934年
- 淡谷のり子『マディアーナ』1939年
- 北村季久江『ルムバのリズム』
- 水島早苗『メランコリーベイビー』
- 丸山和歌子『春の夜の唄』
- 藤川光男『クンパルシータ』
- ボニー・ジャックス『黒い瞳』ロシア民謡、『いちご（野いちご）』フィンランド民謡

日本民謡採譜
- 『須原ばねそ』長野県
- 『豊田音頭』新潟県
- 『岳の新太郎さん』佐賀県
- 『紅花摘み唄』山形県
- 『能登麦屋節』『能登舟漕ぎ唄』石川県
- 『潮替え節』鹿児島県
- 『サガレン小唄』『缶詰所節』樺太・北海道
- 『小倉ハンヤ節』『小倉木町の子守唄』福岡県

※JASRACには服部名義で作詞・作曲の登録をされている日本民謡もある。

## 著書
- 『レコードの選み方と聴き方』アルス、1924年
- 『百大音楽家の生涯と芸術』アルス、1925年
  - 『百人の大音楽家 その生涯と芸術』婦人画報社、1948年
- 『世界音楽家物語』児童図書館叢書、イデア書院、1926年
- 『西洋音楽研究十四講』新潮社、1927年
- 『音楽室内』竜吟社、1928年
- 『音楽史と百大音楽家』西洋音楽文庫、春陽堂、1930年
- 『ジャズ楽器の奏法』西洋音楽技法入門、春陽堂、1931年
- 『洋楽名曲集成 交響管絃楽曲の部』春陽堂、1932年
- 『総譜（スコア）の読み方』名曲堂、1933年
- 『音楽二十五夜話』伊藤書林、1934年
- 『ピアノ奏法入門』シンフオニー楽譜出版社、1936年
- 『音楽名曲全書』全4篇、春陽堂、1939年
- 『ベートーヴェンピアノ全曲研究』淡海堂、1944年
- 『ショパンのピアノ全曲』一声社・名曲文庫、1947年
- 『イタリアの歌劇』一声社・名曲文庫、1948年
- 『ムッソルグスキー』文体社・楽聖伝記叢書、1948年
  - 『ムッソルグスキーの生涯』音楽之友社・音楽文庫、1952年
- 『音楽の構成』好楽社、1949年
- 『音楽入門 その教え方と学び方』北隆館、1950年
- 『二十四人の現代音楽家』西荻書店、1951年
- 『一般人の音楽史』西荻書店、1951年
- 『交響曲全書』西荻書店、1951年
- 『333の名曲とレコード』婦人画報社、1952年
- 『ラビニアックの音楽才能教育』音楽之友社・音楽文庫、1953年
- 『200人の現代名演奏家』婦人画報社、1954年
- 『音楽をたずねて 音楽少年の世界めぐり』音楽之友社・少年音楽文庫、1954年
- 『歌劇全書』音楽之友社、1955年
- 『室内楽全書』音楽之友社、1955年
- 『世界の民謡』音楽之友社、1956年
- 『名曲を聴く人のために』鷺ノ宮書房、1956年
- 『ロシア音楽』全3巻 理論社、1956年
- 『名曲のLP総案内』音楽之友社、1957年
- 『ヨハン・シュトラウス』三一新書、1957年
- 『ライター・ミュジック』音楽之友社、1957年
- 『日本民謡の発見 カメラマンと歩いた民謡紀行』理論社、1958年
- 『世界の名曲ガイドブック』婦人画報社、1959年
- 『世界民謡集 歌の風土記』社会思想研究会出版部・現代教養文庫、1959年
- 『日本民謡集 ふるさとの詩と心』社会思想研究会出版部・現代教養文庫、1959年
- 『音楽教室 名曲を聴く人のために』集文館、1960年
- 『世界名演奏家事典』社会思想研究会出版部・現代教養文庫、1960年
- 『日本民謡・拾い歩き』七曜社、1961年
- 『民謡紀行全集』全3巻 河出書房新社、1962年
- 『定本日本民謡集 ふるさとの詩と心』社会思想社・現代教養文庫、1963年
- 『日本の民謡』角川新書、1964年
- 『世界のポピュラー音楽百科』婦人画報社、1966年
- 『日本民謡集 合唱の教室』音楽之友社、1966年
- 『唄に生き味に生き たべもの風土記』朝日新聞社、1967年
- 『民謡のふるさと 明治の唄を訪ねて』朝日新聞社、1967年
- 『日本のメロディ 夜話 流行歌・歌曲・民謡をたずねて』社会思想社・現代教養文庫、1971年
- 『易と呪術』新人物往来社、1972年
- 『済州島民謡紀行』未来社、1972年
- 『日本民謡の旅』全3巻、河出書房新社、1973年
- 『日本音楽史 伝統音楽の系譜』社会思想社・現代教養文庫、1974年
- 『易と日本人 その歴史と思想』雄山閣出版・カルチャーブックス、1975年
- 『モンゴル探検史 シルクロードの起点と終点』新人物往来社、1975年
- 『マイホームの家相入門』ぎょうせい、1976年
- 『モンゴルの民謡』開明書院、1977年

### 共編著
- 『ジャズスタア』第1-2巻、東京音楽書院、1936年
- 『世界民謡曲集 第2巻（イタリア民謡曲集）』春陽堂、1944年
- 『スコラ・カントルムピアノ初等教本』高木東六共著、全音樂譜出版社、1949年
- 『フォスター名曲絵物語』国民図書刊行会、1949年
- 『日本のメロディー』日本タイムス社、1951年
- 『モーツァルトの生涯』角川文庫、1951年
- 『音楽の絵本』第1-2 春陽堂書店、1953年
- 『日本民謡名曲集』河出新書、1955年
- 『日本民謡新集』篠原正雄伴奏編曲、三一新書、1959年
- 『日本の民謡』音楽之友社、1960年
- 『日本民謡曲集』ジャパンタイムズ、1960年、のち音楽之友社
- 「ショパン」少年少女世界伝記全集 10（諸国編）、講談社、1961年
- 「モーツァルト」少年少女世界伝記全集 5(ドイツ編)、講談社、1961年
- 『日本民謡全集 320曲の楽譜と解説』角川文庫、1965年
- 『世界のフォークソング150曲選 コード・ネーム付』共同音楽出版社、1969年
- 『日本民謡曲集 英訳詩付』共同音楽出版社、1971年

### 翻訳
- ハーリエツト・ブロウワア『ピアノの弾き方』アルス、1925年
- ポール・ランドルミイ『西洋音楽全史』アルス、1926年
- リムスキイ・コルサコフ『露西亜音楽年代記』第一書房、1926年
- ステフアン・ツワイグ『ロマン・ローラン』アルス、1926年
- エンリコ・カルーソー『声楽入門 カルーソーの教室』シンフオニー楽譜出版社、1928年
- リチャアド・キヤペル『シュウバアトの歌』春陽堂、西洋音楽名著叢書、1930年
- ラアヘル・ザンザラ『子を殺す』春陽堂、1931年
- アルフレ・コルトオ『仏蘭西ピアノ音楽・解釈と奏法』伊藤書林、1934年
- 『最新ダンス名曲集』訳詩・編曲、シンフオニー楽譜出版社、1936年
- アンナ・マグダレーナ・バッハ『セバスティアン・バッハ回想記』興風館、1941年
- オスカー・フォン・リーゼマン『ムッソルグスキー 荒野・暴風・生涯』興風館、1942年
- ウィゼワ、サン＝フォア『若きモーツァルト』安成四郎共訳、興風館、1942年
- リムスキー・コルサコフ『わが音楽生涯』春陽堂書店、1943年、「わが音楽の生涯」音楽之友社・音楽文庫
- 『モーツァルトの生涯と書簡』編著、文林堂双魚房、1944年
- ガルヴォコレッシ、ジェラルド・アブラハム『ロシア音楽の巨匠達 第1巻』九鬼書房、1946年
- 『音楽と友情』訳編、音楽之友社、音楽文庫、1952年
- チャイコフスキー、ナデイダ・フィラレトウナ『愛の書簡』訳編、音楽之友社・音楽新書、1962年
- ピゴット『日本の音楽と楽器 明治二十年代に来日した英人の記録と研究』音楽之友社、1967年